# Diecezja Chengde
Diecezja Chengde (łac. Diœcesis Chengdensis) – rzymskokatolicka diecezja ze stolicą w Chengde w prowincji Hebei, w Chińskiej Republice Ludowej. Biskupstwo jest sufraganią archidiecezji pekińskiej.
Terytorium diecezji pokrywa się z obszarem świeckiej prefektury Chengde.

## Historia
22 września 2018 papież Franciszek erygował diecezję Chengde w kontekście Tymczasowej Umowy o Mianowaniu Biskupów podpisanej tego samego dnia przez Stolicę Apostolską i Chińską Republikę Ludową. Dotychczas wierni z tych terenów należeli do diecezji Jehol i Chifeng. Była to pierwsza diecezja ustanowiona w Chinach kontynentalnych od czasu przejęcia władzy przez komunistów. Ostatnim papieżem, który zmieniał podział administracyjny Kościoła katolickiego w Chinach kontynentalnych był Pius XII. Jego następcy, ze względu na prześladowanie katolików w Chińskiej Republice Ludowej i brak realnej władzy nad Kościołem w tym państwie nie wprowadzali zmian w strukturach diecezjalnych.
Niekanoniczna diecezja Chengde istniała od 2010 w strukturach zależnego od rządu w Pekinie, nieuznającego zwierzchnictwa papieża Patriotycznego Stowarzyszenia Katolików Chińskich. Na jej czele stał bp Joseph Guo Jincai, który w 2010 zaciągnął na siebie ekskomunikę latae sententiae poprzez przyjęcie sakry biskupiej bez zgody papieża. 22 września 2018 papież Franciszek zdjął ekskomunikę z bpa Guo Jincai i powierzył mu kierowanie kanoniczną diecezją Chengde.

## Biskupi
- Joseph Guo Jincai (2018 - nadal)